# Aida Fahmy
Pour les articles homonymes, voir Fahmy.
Aida Fahmy (en arabe : عايدة فهمي, 1917-2001) est une syndicaliste, militante égyptienne des droits des femmes. Elle est la première travailleuse à devenir membre du conseil d'administration d'un syndicat et elle a été l'une des premières à exiger un salaire égal pour les hommes et les femmes,.

## Biographie

### Enfance, débuts et formation
Aida Fahmy est née le 31 mars 1918 à Al-Sayeda Zainab, un quartier du Caire. Elle a obtenu un baccalauréat en droit puis une maîtrise en droit en 1937.

### Carrière

#### Activités syndicales et politique
Elle est la première travailleuse à rejoindre le conseil d'administration d'un syndicat en Égypte, celui d'Egypt Petroleum en 1946. Elle a été nommée secrétaire générale du syndicat de Shell lors des élections de 1952. Elle a proposé un projet de loi modifiant la loi de 1933 sur l'emploi des femmes et a exigé une assurance maladie et une réduction des heures de travail. Elle a représenté l'Égypte à la première Conférence arabe du pétrole en avril 1959 et a représenté les travailleurs égyptiens dans la délégation officielle à la Conférence de solidarité afro-asiatique de 1958. 
Elle s'est présentée aux élections de l'Assemblée populaire sous l'autorité d'Ibn Al-Rasheed et n'a pas été élue. 

#### Écrivaine
Elle était membre du Salon littéraire des femmes.

## Distinctions
Elle a été honorée par Suzanne Moubarak et la Fédération générale des syndicats lors de la première célébration de la Journée de la femme égyptienne 1994-1995.